# Liste der Bodendenkmäler in Oerlinghausen
Die Liste der Bodendenkmäler in Oerlinghausen enthält die denkmalgeschützten unterirdischen baulichen Anlagen, Reste oberirdischer baulicher Anlagen, Zeugnisse tierischen und pflanzlichen Lebens und paläontologischen Reste auf dem Gebiet der Stadt Oerlinghausen im Kreis Lippe in Nordrhein-Westfalen (Stand: 28. April 2017). Diese Bodendenkmäler sind in Teil B der Denkmalliste der Stadt Oerlinghausen eingetragen; Grundlage für die Aufnahme ist das Denkmalschutzgesetz Nordrhein-Westfalen (DSchG NRW).
| Bild | Bezeichnung                 | Lage          | Beschreibung | Bauzeit | Eingetragen seit | Denkmal- nummer |
| ---- | --------------------------- | ------------- | ------------ | ------- | ---------------- | --------------- |
|      | Tonsteingrube Wistinghausen | Helpup        |              |         |                  | 1               |
|      | Wallburg-Tönsberg           | Helpup        |              |         |                  | 2               |
|      | Grabhügel                   | Oerlinghausen |              |         |                  | 3               |
|      | Grabhügelgruppe             | Lipperreihe   |              |         |                  | 4               |
|      | Wallanlage                  | Lipperreihe   |              |         |                  | 5               |
|      | Technisches Bodendenkmal    | Helpup        |              |         |                  | 6               |
|      | Grabhügelgruppe             | Helpup        |              |         |                  | 7               |
|      | Grabhügel                   | Helpup        |              |         |                  | 8               |
|      | Grabhügel                   | Helpup        |              |         |                  | 9               |
|      | Grabhügel                   | Helpup        |              |         |                  | 10              |
|      | Grabhügel                   | Helpup        |              |         |                  | 12              |
|      | Grabhügel                   | Helpup        |              |         |                  | 13              |
|      | Wallanlage                  | Lipperreihe   |              |         |                  | 14              |
|      | Grabhügel                   | Oerlinghausen |              |         |                  | 15              |
|      | Landwehr-Wall               | Lipperreihe   |              |         |                  | 16              |
|      | Grabhügelgruppe             | Helpup        |              |         |                  | 17              |
|      | Hohlwegbündel               | Lipperreihe   |              |         |                  | 18              |
|      | Wallanlage                  | Lipperreihe   |              |         |                  | 19              |
|      | Wallanlage                  | Oerlinghausen |              |         |                  | 20              |
|      | zwei Grabhügel              | Oerlinghausen |              |         |                  | 21              |
|      | Grabhügel                   | Helpup        |              |         |                  | 22              |
|      | Grabhügelgruppe             | Helpup        |              |         |                  | 24              |
|      | Grabhügelgruppe             | Oerlinghausen |              |         |                  | 26              |